# Neospintharus bicornis
Neospintharus bicornis är en spindelart som först beskrevs av O. Pickard-Cambridge 1880.  Neospintharus bicornis ingår i släktet Neospintharus och familjen klotspindlar. Inga underarter finns listade i Catalogue of Life.